# Wasdale Head
Wasdale Head – wieś w Anglii, w Kumbrii. Leży 52 km na południowy zachód od miasta Carlisle i 390 km na północny zachód od Londynu. W latach 1870–1872 osada liczyła 49 mieszkańców.